# Kanton Lauzès
Der Kanton Lauzès war bis 2015 ein französischer Wahlkreis im Arrondissement Cahors im Département Lot und in der ehemaligen Region Midi-Pyrénées; sein Hauptort war Lauzès, Vertreter im Generalrat des Départements war zuletzt von 1992 bis 2015, wiedergewählt 2004, Gérard Gary.
Der Kanton war 209,40 km² groß und hatte 1493 Einwohner (Stand: 2012).
Der Kanton umfasste Wahlberechtigte aus folgenden zwölf Gemeinden:
| Gemeinde             | Einwohner Jahr | Fläche km² | Bevölkerungsdichte | Postleitzahl | Code INSEE |
| -------------------- | -------------- | ---------- | ------------------ | ------------ | ---------- |
| Blars                | 126 (2013)     | –          | – Einw./km²        | 46330        | 46031      |
| Cabrerets            | 224 (2013)     | –          | – Einw./km²        | 46339        | 46040      |
| Cras                 | 95 (2013)      | –          | – Einw./km²        | 46360        | 46079      |
| Lauzès               | 170 (2013)     | –          | – Einw./km²        | 46360        | 46162      |
| Lentillac-du-Causse  | 104 (2013)     | –          | – Einw./km²        | 46330        | 46167      |
| Nadillac             | 69 (2013)      | –          | – Einw./km²        | 46360        | 46210      |
| Orniac               | 72 (2013)      | –          | – Einw./km²        | 46330        | 46212      |
| Sabadel-Lauzès       | 88 (2013)      | –          | – Einw./km²        | 46360        | 46245      |
| Saint-Cernin         | 188 (2013)     | –          | – Einw./km²        | 46360        | 46252      |
| Saint-Martin-de-Vers | 98 (2013)      | –          | – Einw./km²        | 46360        | 46275      |
| Sauliac-sur-Célé     | 119 (2013)     | –          | – Einw./km²        | 46330        | 46299      |
| Sénaillac-Lauzès     | 117 (2013)     | –          | – Einw./km²        | 46360        | 46303      |